# Кадерејта Хименез (Кадерејта Хименез, Нови Леон)
Кадерејта Хименез (шп. Cadereyta Jiménez) насеље је у Мексику у савезној држави Нови Леон у општини Кадерејта Хименез. Насеље се налази на надморској висини од 330 м.

## Становништво
Према подацима из 2010. године у насељу је живело 68111 становника.

### Хронологија
| Година       | 2000                  | 2005                  | 2010                  |
| ------------ | --------------------- | --------------------- | --------------------- |
| Становништво | 55468 (29279 / 26189) | 56552 (28310 / 28242) | 68111 (33955 / 34156) |

### Попис
| \| \| м \| \| \| ж \| \| 0—2 \| 1.845 \| \| \| 1.887 \| \| 3—5 \| 2.011 \| \| \| 1.979 \| \| 6—11 \| 4.071 \| \| \| 4.067 \| \| 12—14 \| 1.851 \| \| \| 1.800 \| \| 15—17 \| 1.808 \| \| \| 1.793 \| \| 18—24 \| 4.008 \| \| \| 4.077 \| \| 60+ \| 2.387 \| \| \| 2.686 \| \| Просек : \| 29,3 \| \| \| 29,6 \| |       |  |  |       |
| |       |  |  |       |
| | м     |  |  | ж     |
| 0—2 | 1.845 |  |  | 1.887 |
| 3—5 | 2.011 |  |  | 1.979 |
| 6—11 | 4.071 |  |  | 4.067 |
| 12—14 | 1.851 |  |  | 1.800 |
| 15—17 | 1.808 |  |  | 1.793 |
| 18—24 | 4.008 |  |  | 4.077 |
| 60+ | 2.387 |  |  | 2.686 |
| Просек : | 29,3  |  |  | 29,6  |

| #   | Индикатор                                                                                        | Вредност |
| --- | ------------------------------------------------------------------------------------------------ | -------- |
| 1   | Становништво од 0 до 2 године                                                                    | 3732     |
| 2   | Мушко становништво од 0 до 2 године                                                              | 1845     |
| 3   | Женско становништво од 0 до 2 године                                                             | 1887     |
| 4   | Становништво са 3 и више година                                                                  | 63369    |
| 5   | Мушко становништво са 3 и више година                                                            | 31599    |
| 6   | Женско становништво са 3 и више година                                                           | 31770    |
| 7   | Становништво са 5 и више година                                                                  | 60690    |
| 8   | Мушко становништво са 5 и више година                                                            | 30247    |
| 9   | Женско становништво са 5 и више година                                                           | 30443    |
| 10  | Становништво са 12 и више година                                                                 | 51241    |
| 11  | Мушко становништво са 12 и више година                                                           | 25517    |
| 12  | Женско становништво са 12 и више година                                                          | 25724    |
| 13  | Становништво са 15 и више година                                                                 | 47590    |
| 14  | Мушко становништво са 15 и више година                                                           | 23666    |
| 15  | Женско становништво са 15 и више година                                                          | 23924    |
| 16  | Становништво са 18 и више година                                                                 | 43989    |
| 17  | Мушко становништво са 18 и више година                                                           | 21858    |
| 18  | Женско становништво са 18 и више година                                                          | 22131    |
| 19  | Становништво од 3 до 5 година                                                                    | 3990     |
| 20  | Мушко становништво од 3 до 5 година                                                              | 2011     |
| 21  | Женско становништво од 3 до 5 година                                                             | 1979     |
| 22  | Становништво од 6 до 11 година                                                                   | 8138     |
| 23  | Мушко становништво од 6 до 11 година                                                             | 4071     |
| 24  | Женско становништво од 6 до 11 година                                                            | 4067     |
| 25  | Становништво од 8 до 14 година                                                                   | 9127     |
| 26  | Мушко становништво од 8 до 14 година                                                             | 4571     |
| 27  | Женско становништво од 8 до 14 година                                                            | 4556     |
| 28  | Становништво од 12 до 14 година                                                                  | 3651     |
| 29  | Мушко становништво од 12 до 14 година                                                            | 1851     |
| 30  | Женско становништво од 12 до 14 година                                                           | 1800     |
| 31  | Становништво од 15 до 17 година                                                                  | 3601     |
| 32  | Мушко становништво од 15 до 17 година                                                            | 1808     |
| 33  | Женско становништво од 15 до 17 година                                                           | 1793     |
| 34  | Становништво од 18 до 24 године                                                                  | 8085     |
| 35  | Мушко становништво од 18 до 24 године                                                            | 4008     |
| 36  | Женско становништво од 18 до 24 године                                                           | 4077     |
| 37  | Женско становништво од 15 до 49 година                                                           | 18485    |
| 38  | Становништво са 60 и више година                                                                 | 5073     |
| 39  | Мушко становништво са 60 и више година                                                           | 2387     |
| 40  | Женско становништво са 60 и више година                                                          | 2686     |
| 41  | Однос између мушкараца и жена                                                                    | 99.41    |
| 42  | Становништво од нуле до 14 година                                                                | 19511    |
| 43  | Становништво од 15 до 64 године                                                                  | 44231    |
| 44  | Становништво од 65 година и више                                                                 | 3359     |
| 45  | Просечан број деце                                                                               | 2.15     |
| 46  | Становништво рођено у ентитету                                                                   | 47155    |
| 47  | Мушко становништво рођено у ентитету                                                             | 23329    |
| 48  | Женско становништво рођено у ентитету                                                            | 23826    |
| 49  | Становништво рођено у другом ентитету                                                            | 19256    |
| 50  | Мушко становништво рођено у другом ентитету                                                      | 9759     |
| 51  | Женско становништво рођено у другом ентитету                                                     | 9497     |
| 52  | Становништво од 5 година и више резидентно у ентитету у јуну 2005. године                        | 57647    |
| 53  | Мушко становништво старосног доба од 5 година и више, резидентно у ентитету у јуну 2005. године  | 28648    |
| 54  | Женско становништво старосног доба од 5 и више година, резидентно у ентитету у јуну 2005. године | 28999    |
| 55  | Становништво од 5 година и више које је живело у другом ентитету у јуну 2005. године             | 2114     |
| 56  | Мушко становништво старије од 5 година које је живело у другом ентитету у јуну 2005. године      | 1070     |
| 57  | Женско становништво старије од 5 година које је живело у другом ентитету у јуну 2005. године     | 1044     |
| 58  | Становништво од 3 године и више које говори аутохтони језик                                      | 293      |
| 59  | Мушко становништво старо 3 године и више које говори аутохтони језик                             | 161      |
| 60  | Женско становништво старо 3 године и више које говори аутохтони језик                            | 132      |
| 61  | Становништво од 3 године и више које говори аутохтони језик и не говори шпански језик            | 1        |
| 62  | Мушко становништво старо 3 године и више које говори аутохтони језик и не говори шпански         | 0        |
| 63  | Женско становништво старо 3 године и више које говори аутохтони језик и не говори шпански језик  | 1        |
| 64  | Становништво старо 3 године и више које говори аутохтони језик и шпански                         | 206      |
| 65  | Мушко становништво старо 3 године и више које говори аутохтони језик и шпански                   | 111      |
| 66  | Женско становништво старо 3 године и више које говори аутохтони језик и шпански                  | 95       |
| 67  | Становништво од 5 година и више које говори аутохтони језик                                      | 289      |
| 68  | Становништво од 5 година и више које говори аутохтони језик и не говори шпански језик            | 1        |
| 69  | Становништво од 5 година и више које говори аутохтони језик и говори шпански језик               | 205      |
| 70  | Становништво у домородачким домаћинствима                                                        | 660      |
| 71  | Становништво са ограничењима у активностима                                                      | 2075     |
| 72  | Становништво са ограниченим ходањем или кретањем, горе или доле                                  | 1033     |
| 73  | Становници са ограничењима вида, чак и уз кориштење сочива                                       | 679      |
| 74  | Становништво са ограничењима говора, комуникације или конверзације                               | 177      |
| 75  | Становништво са ограниченим слухом                                                               | 176      |
| 76  | Становништво са ограничењима при одевању, купању или јелу                                        | 94       |
| 77  | Становништво са ограничењима у опажању или учењу једноставних ствари                             | 84       |
| 78  | Становништво са менталним ограничењима                                                           | 238      |
| 79  | Становништво без ограничења активности                                                           | 64392    |
| 80  | Становништво од 3 до 5 година које не похађа школу                                               | 1545     |
| 81  | Мушко становништво од 3 до 5 година које не похађа школу                                         | 782      |
| 82  | Женско становништво од 3 до 5 година које не похађа школу                                        | 763      |
| 83  | Становништво од 6 до 11 година које не похађа школу                                              | 177      |
| 84  | Мушко становништво од 6 до 11 година које не похађа школу                                        | 100      |
| 85  | Женско становништво од 6 до 11 година које не похађа школу                                       | 77       |
| 86  | Становништво од 12 до 14 година које не похађа школу                                             | 220      |
| 87  | Мушко становништво од 12 до 14 година које не похађа школу                                       | 121      |
| 88  | Женско становништво од 12 до 14 година које не похађа школу                                      | 99       |
| 89  | Становништво од 15 до 17 година похађа школу                                                     | 2431     |
| 90  | Мушко становништво од 15 до 17 година похађа школу                                               | 1245     |
| 91  | Женско становништво између 15 и 17 година живота у школи                                         | 1186     |
| 92  | Становништво од 18 до 24 године похађа школу                                                     | 1972     |
| 93  | Мушко становништво од 18 до 24 године похађа школу                                               | 1030     |
| 94  | Женско становништво од 18 до 24 године похађа школу                                              | 942      |
| 95  | Становништво од 8 до 14 година које не може да чита и пише                                       | 124      |
| 96  | Мушко становништво старосног доба од 8 до 14 година које не може да чита и пише                  | 79       |
| 97  | Женско становништво старосног доби од 8 до 14 година које не може да чита и пише                 | 45       |
| 98  | Становништво од 15 година и више које је неписмено                                               | 927      |
| 99  | Мушко становништво од 15 година и више које је неписмено                                         | 418      |
| 100 | Женско становништво од 15 година и више које је неписмено                                        | 509      |
| 101 | Становништво старо 15 и више година без школовања                                                | 1296     |
| 102 | Мушко становништво старо 15 и више година без школовања                                          | 599      |
| 103 | Женско становништво старо 15 и више година без школовања                                         | 697      |
| 104 | Становништво старосног доба 15 и више година са непотпуним основним образовањем                  | 4101     |
| 105 | Мушко становништво старосног доба од 15 година и више са непотпуном основним образовањем         | 1896     |
| 106 | Женско становништво старосног доба 15 и више година са непотпуном основним образовањем           | 2205     |
| 107 | Становништво старо 15 и више година са комплетним основним образовањем                           | 7584     |
| 108 | Мушко становништво старо 15 година и више са комплетним основним образовањем                     | 3575     |
| 109 | Женско становништво старо 15 и више година са комплетним основним образовањем                    | 4009     |
| 110 | Становништво старосног доба 15 и више година са непотпуним средњим образовањем                   | 2079     |
| 111 | Мушко становништво старосног доба од 15 година и више са непотпуним средњим образовањем          | 1140     |
| 112 | Женско становништво старосног доба од 15 година и више са непотпуним средњим образовањем         | 939      |
| 113 | Становништво старо 15 и више година са пуним секундарном образовањем                             | 13786    |
| 114 | Мушко становништво старосног доба од 15 година и више са пуним секундарном образовањем           | 7147     |
| 115 | Женско становништво старосног доба од 15 година и више са пуним секундарном образовањем          | 6639     |
| 116 | Становништво старије од 18 година са постосновним образовањем                                    | 16187    |
| 117 | Мушко становништво старије од 18 година са постосновним образовањем                              | 8178     |
| 118 | Женско становништво старије од 18 година са постосновним образовањем                             | 8009     |
| 119 | Просечна оцена школовања                                                                         | 9.22     |
| 120 | Просечан ниво образовања мушке популације                                                        | 9.33     |
| 121 | Просечан ниво образовања женског становништва                                                    | 9.11     |
| 122 | Економски активно становништво                                                                   | 26540    |
| 123 | Економски активна мушка популација                                                               | 18690    |
| 124 | Економски активна женска популација                                                              | 7850     |
| 125 | Становништво које није економски активно                                                         | 24298    |
| 126 | Мушко становништво које није економски активно                                                   | 6599     |
| 127 | Женско становништво које није економски активно                                                  | 17699    |
| 128 | Запослено становништво                                                                           | 25539    |
| 129 | Запослено мушко становништво                                                                     | 17881    |
| 130 | Запослено женско становништво                                                                    | 7658     |
| 131 | Незапослена популација                                                                           | 1001     |
| 132 | Незапослена мушка популација                                                                     | 809      |
| 133 | Незапослена женска популација                                                                    | 192      |
| 134 | Становништво без права на здравствене услуге                                                     | 14241    |
| 135 | Становништво које има право на здравствене услуге                                                | 52531    |
| 136 | Становништво које има право на ИМСС                                                              | 29465    |
| 137 | Становништво које има право на социјално осигурање                                               | 1817     |
| 138 | Становништво које има право на државно социјално осигурање                                       | 703      |
| 139 | Становништво које има право на опште осигурање или здравствено осигурање за нову генерацију      | 5489     |
| 140 | Становништво које је било једном или није било у браку током 12 година и више                    | 15340    |
| 141 | Венчано или уједињено становништво од 12 година и више                                           | 30922    |
| 142 | Становништво које је било у браку или уједињено 12 година и више                                 | 4545     |
| 143 | Становништво са католичком религијом                                                             | 54726    |
| 144 | Протестанти, еванђелисти и библијски следбеници различити од еванђелиста                         | 7745     |
| 145 | Становништво са другим религијама различитим од претходних                                       | 30       |
| 146 | Становништво без религије                                                                        | 3435     |
| 147 | Укупно пописаних домаћинства                                                                     | 18637    |
| 148 | Пописна домаћинства на челу са мушкарцима                                                        | 15157    |
| 149 | Пописна домаћинства на челу са женама                                                            | 3480     |
| 150 | Становништво у пописним домаћинствима                                                            | 67142    |
| 151 | Становништво у пописним домаћинствима на челу са мушкарцима                                      | 56530    |
| 152 | Становништво у пописним домаћинствима на челу са женама                                          | 10612    |
| 153 | Укупно домаћинстава                                                                              | 25748    |
| 154 | Укупно насељених домаћинстава                                                                    | 18957    |
| 155 | Укупно приватних кућа                                                                            | 25428    |
| 156 | Насељени приватни домови                                                                         | 18637    |
| 157 | Укупно насељених приватних кућа                                                                  | 18956    |
| 158 | Ненасељене приватне куће                                                                         | 5728     |
| 159 | Појединачна домаћинства за привремену употребу                                                   | 1063     |
| 160 | Становници у насељеним приватним кућама                                                          | 67142    |
| 161 | Насељеност станара у приватним становима                                                         | 3.6      |
| 162 | Просечно становника по соби у приватним насељеним домаћинствима                                  | 0.91     |
| 163 | Појединачна домаћинства са подовима од различитих материјала од земље                            | 18166    |
| 164 | Појединачна домаћинства у приземљу                                                               | 261      |
| 165 | Појединачна домаћинства са једном спаваћом собом                                                 | 6443     |
| 166 | Појединачна домаћинства са две спаваће собе и више                                               | 12029    |
| 167 | Појединачна домаћинства са једним собом                                                          | 597      |
| 168 | Појединачна домаћинства са две собе                                                              | 2384     |
| 169 | Појединачна домаћинства са 3 собе и више                                                         | 15472    |
| 170 | Појединачна домаћинства која имају електрично светло                                             | 18414    |
| 171 | Појединачна домаћинства која немају електрично светло                                            | 95       |
| 172 | Појединачна домаћинства која имају водоводну воду у стамбеном простору                           | 18261    |
| 173 | Појединачна домаћинства која немају водоводну воду у стамбеном простору                          | 192      |
| 174 | Појединачна домаћинства која имају тоалет                                                        | 18365    |
| 175 | Појединачна домаћинства која имају канализацију                                                  | 18302    |
| 176 | Појединачна домаћинства која немају канализацију                                                 | 145      |
| 177 | Појединачна домаћинства која имају електрично светло, довод воде из јавне мреже и канализацију   | 18087    |
| 178 | Појединачна домаћинства без икаквих услова                                                       | 45       |
| 179 | Појединачна домаћинства која имају радио                                                         | 14610    |
| 180 | Појединачна домаћинства која имају телевизор                                                     | 18196    |
| 181 | Појединачна домаћинства која имају фрижидер                                                      | 17649    |
| 182 | Појединачна домаћинства која имају машину за веш                                                 | 15907    |
| 183 | Појединачна домаћинства која имају аутомобил или комби                                           | 11889    |
| 184 | Појединачна домаћинства која имају рачунар                                                       | 6229     |
| 185 | Појединачна домаћинства која имају фиксну телефонску линију                                      | 7488     |
| 186 | Појединачна домаћинства која имају мобилни телефон                                               | 15205    |
| 187 | Појединачна домаћинства која имају приступ интернету                                             | 4697     |
| 188 | Величина локације                                                                                | 10       |